# Atletism la Jocurile Olimpice de vară din 1972
Probele sportive de atletism la Jocurile Olimpice de vară din 1972 s-au desfășurat în perioada 31 august - 10 septembrie 1972 la München, Germania de Vest. Au fost 38 de probe sportive, în care au concurat 1324 de sportivi, din 104 țări.

## Stadionul Olimpic
Probele au avut loc pe Stadionul Olimpic din München. Acesta a fost construit special pentru Jocurile Olimpice de vară din 1972.

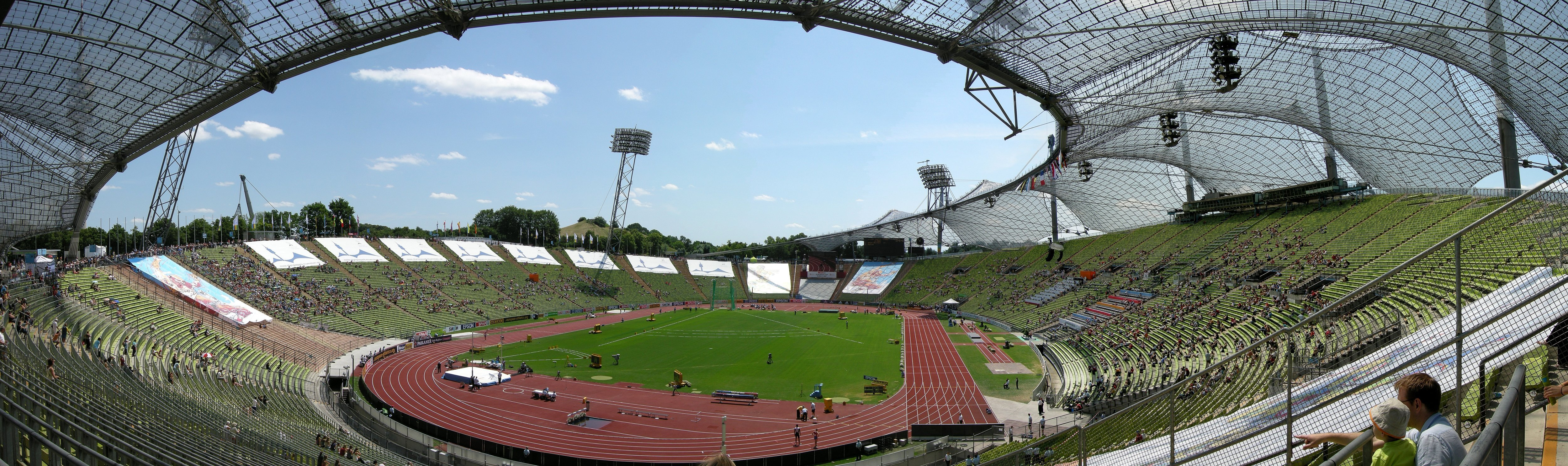
Stadionul Olimpic
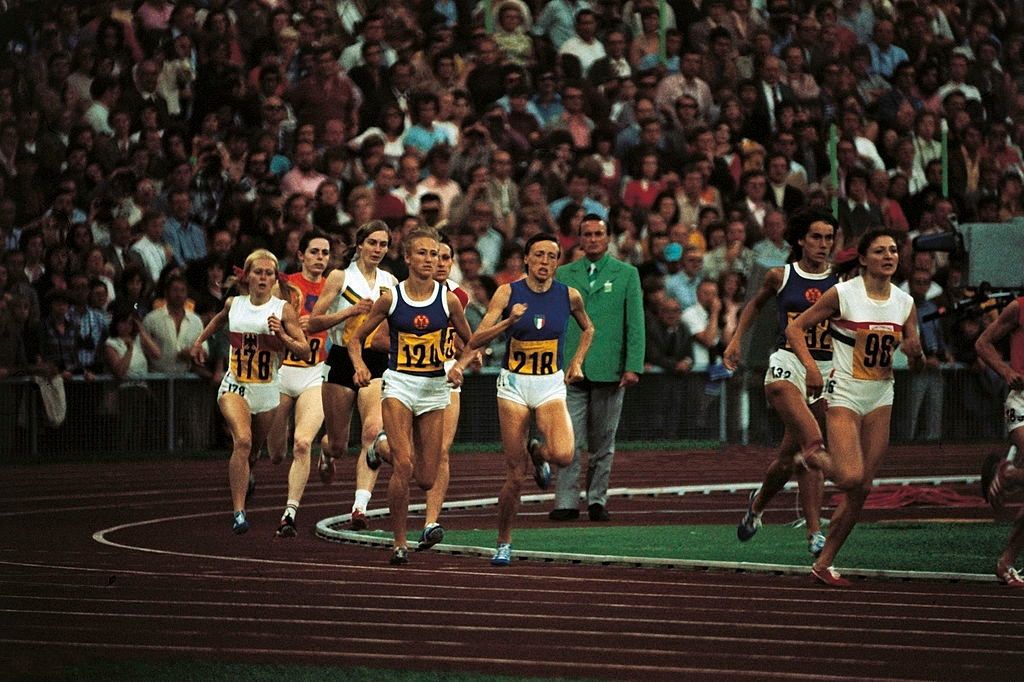
1500 m

## Probe sportive

### Masculin
| Probă sportivă               | Aur                                                                                         | Aur          | Argint                                                                                           | Argint    | Bronz                                                                                   | Bronz     |
| 100 m detalii                | Valerii Borzov (URS)                                                                        | 10,14        | Robert Taylor (USA)                                                                              | 10,24     | Lennox Miller (JAM)                                                                     | 10,33     |
| 200 m detalii                | Valerii Borzov (URS)                                                                        | 20,00        | Larry Black (USA)                                                                                | 20,19     | Pietro Mennea (ITA)                                                                     | 20,30     |
| 400 m detalii                | Vincent Matthews (USA)                                                                      | 44,66        | Wayne Collett (USA)                                                                              | 44,80     | Julius Sang (KEN)                                                                       | 44,92     |
| 800 m detalii                | Dave Wottle (USA)                                                                           | 1:45,86      | Evhen Arjanov (URS)                                                                              | 1:45,89   | Mike Boit (KEN)                                                                         | 1:46,01   |
| 1500 m detalii               | Pekka Vasala (FIN)                                                                          | 3:36,33      | Kipchoge Keino (KEN)                                                                             | 3:36,81   | Rod Dixon (NZL)                                                                         | 3:37,46   |
| 5000 m detalii               | Lasse Virén (FIN)                                                                           | 13:26,42 RO  | Mohammed Gammoudi (TUN)                                                                          | 13:27,33  | Ian Stewart (GBR)                                                                       | 13:27,61  |
| 10000 m detalii              | Lasse Virén (FIN)                                                                           | 27:38,35 RM  | Emiel Puttemans (BEL)                                                                            | 27:39,58  | Miruts Yifter (ETH)                                                                     | 27:40,96  |
| 110 m garduri detalii        | Rod Milburn (USA)                                                                           | 13,24 RM     | Guy Drut (FRA)                                                                                   | 13,34     | Thomas Hill (USA)                                                                       | 13,48     |
| 400 m garduri detalii        | John Akii-Bua (UGA)                                                                         | 47,82 RM     | Ralph Mann (USA)                                                                                 | 48,51     | David Hemery (GBR)                                                                      | 48,52     |
| 3000 m obstacole detalii     | Kipchoge Keino (KEN)                                                                        | 8:23,64 RO   | Ben Jipcho (KEN)                                                                                 | 8:24,62   | Tapio Kantanen (FIN)                                                                    | 8:24,66   |
| 4×100 m detalii              | Statele Unite ale Americii (USA) · Larry Black · Robert Taylor · Gerald Tinker · Eddie Hart | 38,19 RM     | Uniunea Sovietică (URS) · Aleksandr Korneliuk · Vladimir Lovețki · Iuris Silovs · Valerii Borzov | 38,50     | Germania de Vest (FRG) · Jobst Hirscht · Karlheinz Klotz · Gerhard Wucherer · Klaus Ehl | 38,79     |
| 4×400 m detalii              | Kenya (KEN) · Charles Asati · Munyoro Nyamau · Robert Ouko · Julius Sang                    | 2:59,83      | Marea Britanie (GBR) · Martin Reynolds · Alan Pascoe · David Hemery · David Jenkins              | 3:00,46   | Franța (FRA) · Gilles Bertould · Daniel Velasques · Francis Kerbiriou · Jacques Carette | 3:00,65   |
| Maraton detalii              | Frank Shorter (USA)                                                                         | 2:12:19,8    | Karel Lismont (BEL)                                                                              | 2:14:31,8 | Mamo Wolde (ETH)                                                                        | 2:15:08,4 |
| 20 km marș detalii           | Peter Frenkel (GDR)                                                                         | 1:26:42,4 RO | Volodîmîr Holubnîci (URS)                                                                        | 1:26:55,2 | Hans-Georg Reimann (GDR)                                                                | 1:27:16,6 |
| 50 km marș detalii           | Bernd Kannenberg (FRG)                                                                      | 3:56:11,6    | Veniamin Soldatenko (URS)                                                                        | 3:58:24,0 | Larry Young (USA)                                                                       | 4:00:46,0 |
| Săritura în înălțime detalii | Jüri Tarmak (URS)                                                                           | 2,23 m       | Stefan Junge (GDR)                                                                               | 2,21 m    | Dwight Stones (USA)                                                                     | 2,21 m    |
| Săritura cu prăjina detalii  | Wolfgang Nordwig (GDR)                                                                      | 5,50 m RO    | Robert Seagren (USA)                                                                             | 5,40 m    | Jan Johnson (USA)                                                                       | 5,35 m    |
| Săritura în lungime detalii  | Randy Williams (USA)                                                                        | 8,24 m       | Hans Baumgartner (FRG)                                                                           | 8,18 m    | Arnie Robinson (USA)                                                                    | 8,03 m    |
| Triplusalt detalii           | Viktor Saneev (URS)                                                                         | 17,35 m      | Jörg Drehmel (GDR)                                                                               | 17,31 m   | Nelson Prudêncio (BRA)                                                                  | 17,05 m   |
| Aruncarea greutății detalii  | Władysław Komar (POL)                                                                       | 21,18 m RO   | George Woods (USA)                                                                               | 21,17 m   | Hartmut Briesenick (GDR)                                                                | 21,14 m   |
| Aruncarea discului detalii   | Ludvík Daněk (TCH)                                                                          | 64,40 m      | Jay Silvester (USA)                                                                              | 63,50 m   | Ricky Bruch (SWE)                                                                       | 63,40 m   |
| Aruncarea ciocanului detalii | Anatoli Bondarciuk (URS)                                                                    | 75,50 m RO   | Jochen Sachse (GDR)                                                                              | 74,96 m   | Vasili Hmelevski (URS)                                                                  | 74,04 m   |
| Aruncarea suliței detalii    | Klaus Wolfermann (FRG)                                                                      | 90,48 m RO   | Jānis Lūsis (URS)                                                                                | 90,46 m   | Bill Schmidt (USA)                                                                      | 84,42 m   |
| Decatlon detalii             | Mîkola Avilov (URS)                                                                         | 8454 RM      | Leonid Lîtvînenko (URS)                                                                          | 8035      | Ryszard Katus (POL)                                                                     | 7984      |

### Feminin
| Probă sportivă               | Aur                                                                                             | Aur        | Argint                                                                                                   | Argint  | Bronz                                                                                 | Bronz   |
| 100 m detalii                | Renate Stecher (GDR)                                                                            | 11,07 RM   | Raelene Boyle (AUS)                                                                                      | 11,23   | Silvia Chibás (CUB)                                                                   | 11,24   |
| 200 m detalii                | Renate Stecher (GDR)                                                                            | 22,40 =RM  | Raelene Boyle (AUS)                                                                                      | 22,45   | Irena Szewińska (POL)                                                                 | 22,74   |
| 400 m detalii                | Monika Zehrt (GDR)                                                                              | 51,08      | Rita Wilden (FRG)                                                                                        | 51,21   | Kathy Hammond (USA)                                                                   | 51,64   |
| 800 m detalii                | Hildegard Falck (FRG)                                                                           | 1:58,55 RO | Nijolė Sabaitė (URS)                                                                                     | 1:58,65 | Gunhild Hoffmeister (GDR)                                                             | 1:59,19 |
| 1500 m detalii               | Liudmila Braghina (URS)                                                                         | 4:01,38 RM | Gunhild Hoffmeister (GDR)                                                                                | 4:02,83 | Paola Pigni (ITA)                                                                     | 4:02,85 |
| 100 m garduri detalii        | Annelie Ehrhardt (GDR)                                                                          | 12,59 RM   | Valeria Bufanu (ROU)                                                                                     | 12,84   | Karin Balzer (GDR)                                                                    | 12,90   |
| 4×100 m detalii              | Germania de Vest (FRG) · Christiane Krause · Ingrid Becker · Annegret Richter · Heide Rosendahl | 42,81      | Germania de Est (GDR) · Evelin Kaufer · Christina Heinich · Bärbel Struppert · Renate Stecher            | 42,95   | Cuba (CUB) · Marlene Elejarde · Carmen Valdés · Fulgencia Romay · Silvia Chibás       | 43,36   |
| 4×400 m detalii              | Germania de Est (GDR) · Dagmar Käsling · Rita Kühne · Helga Seidler · Monika Zehrt              | 3:22,95    | Statele Unite ale Americii (USA) · Mable Fergerson · Madeline Manning · Cheryl Toussaint · Kathy Hammond | 3:25,15 | Germania de Vest (FRG) · Anette Rückes · Inge Bödding · Hildegard Falck · Rita Wilden | 3:26,51 |
| Săritura în înălțime detalii | Ulrike Meyfarth (FRG)                                                                           | 1,92 m =RM | Iordanka Blagoeva (BUL)                                                                                  | 1,88 m  | Ilona Gusenbauer (AUT)                                                                | 1,88 m  |
| Săritura în lungime detalii  | Heide Rosendahl (FRG)                                                                           | 6,78 m     | Diana Iorgova (BUL)                                                                                      | 6,77 m  | Eva Šuranová (TCH)                                                                    | 6,67 m  |
| Aruncarea greutății detalii  | Nadejda Cijova (URS)                                                                            | 21,03 m RM | Margitta Gummel (GDR)                                                                                    | 20,22 m | Ivanka Hristova (BUL)                                                                 | 19,35 m |
| Aruncarea discului detalii   | Faina Melnik (URS)                                                                              | 66,62 m RO | Argentina Menis (ROU)                                                                                    | 65,06 m | Vasilka Stoeva (BUL)                                                                  | 64,34 m |
| Aruncarea suliței detalii    | Ruth Fuchs (GDR)                                                                                | 63,88 m RO | Jacqueline Todten (GDR)                                                                                  | 62,54 m | Kate Schmidt (USA)                                                                    | 59,94 m |
| Pentatlon detalii            | Mary Peters (GBR)                                                                               | 4801 RM    | Heide Rosendahl (FRG)                                                                                    | 4791    | Burglinde Pollak (GDR)                                                                | 4768    |

## Clasament pe medalii
| Loc   | Țară                       | Aur | Argint | Bronz | Total |
| ----- | -------------------------- | --- | ------ | ----- | ----- |
| 1     | Uniunea Sovietică          | 9   | 7      | 1     | 17    |
| 2     | Germania de Est            | 8   | 7      | 5     | 20    |
| 3     | Statele Unite ale Americii | 6   | 8      | 8     | 22    |
| 4     | Germania de Vest           | 6   | 3      | 2     | 11    |
| 5     | Finlanda                   | 3   | 0      | 1     | 4     |
| 6     | Kenya                      | 2   | 2      | 2     | 6     |
| 7     | Marea Britanie             | 1   | 1      | 2     | 4     |
| 8     | Polonia                    | 1   | 0      | 2     | 3     |
| 9     | Cehoslovacia               | 1   | 0      | 1     | 2     |
| 10    | Uganda                     | 1   | 0      | 0     | 1     |
| 11    | Bulgaria                   | 0   | 2      | 2     | 4     |
| 12    | Australia                  | 0   | 2      | 0     | 2     |
| 12    | Belgia                     | 0   | 2      | 0     | 2     |
| 12    | România                    | 0   | 2      | 0     | 2     |
| 15    | Franța                     | 0   | 1      | 1     | 2     |
| 16    | Tunisia                    | 0   | 1      | 0     | 1     |
| 17    | Cuba                       | 0   | 0      | 2     | 2     |
| 17    | Etiopia                    | 0   | 0      | 2     | 2     |
| 17    | Italia                     | 0   | 0      | 2     | 2     |
| 20    | Australia                  | 0   | 0      | 1     | 1     |
| 20    | Brazilia                   | 0   | 0      | 1     | 1     |
| 20    | Jamaica                    | 0   | 0      | 1     | 1     |
| 20    | Noua Zeelandă              | 0   | 0      | 1     | 1     |
| 20    | Suedia                     | 0   | 0      | 1     | 1     |
| Total | Total                      | 38  | 38     | 38    | 114   |